# Olivia Holm-Møller
Olivia Holm-Møller, född 5 november 1875 i Homå i närheten av Grenå, död 3 november 1970 i Rungsted, var en dansk konstnär.
Holm-Møller arbetade först som folkhögskolelärare men kom 1901 in på Det Kongelige Danske Kunstakademi i Köpenhamn. På skolan utbildade hon sig både i måleri och skulptur fram till 1910. Sin debututställning hade hon på Charlottenborgs Forårsustiling och samma år deltog hon på Kunstenerernes Efterårsudstiling.
Hon utvecklade en starkt personlig, färgrik och symbolfylld expressiv stil, ofta med religiösa, mytologiska och exotiska motiv, de senare hämtade från hennes många resor i och utanför Europa. Som hennes huvudverk räknas bildsviten Slægten (1934–1947) och den abstrakta serien Kun farve og rytme (1937–1947). Slægten består av tio målningar och kan ses som ett epos över människans liv.